# Stadnîțea, Tetiiv
Stadnîțea (în ucraineană Стадниця) este o comună în raionul Tetiiv, regiunea Kiev, Ucraina, formată numai din satul de reședință.

## Demografie
Componența lingvistică a comunei Stadnîțea
     Ucraineană (98,91%)
     Alte limbi (0,97%)
Conform recensământului din 2001, majoritatea populației comunei Stadnîțea era vorbitoare de ucraineană (98,91%), existând în minoritate și vorbitori de alte limbi.

## Legături externe
- pl Stadnica (1) wieś u źródeł rzeki Postawy în Dicționarul geografic al Regatului Poloniei și al altor țări slave, volum IX (Poźajście — Ruksze) 1888